# N59 (Frankrijk)
De N59 of Route nationale 59 is een nationale weg in Frankrijk. De weg ligt in de regio Grand Est. De weg is niet aaneengesloten, maar bestaat uit twee delen. Eén deel loopt van Lunéville via Raon-l'Étape en Saint-Dié-des-Vosges naar Bertrimoutier. Het andere deel loopt van Sainte-Marie-aux-Mines naar Sélestat.
Beide delen worden door twee wegen met elkaar verbonden. De belangrijkste is de N159, die door de Tunnel Maurice-Lemaire, een toltunnel, gaat. Een tolvrij alternatief voor deze tunnel is de D459 over de Col de Sainte-Marie.
De weg is deels uitgevoerd als autoweg met gescheiden rijbanen en ongelijkvloerse kruisingen en deels als tweestrooksweg, die voor al het verkeer toegankelijk is.

## Geschiedenis
In 1811 liet Napoleon Bonaparte de Route impériale 78 van Nancy naar Sélestat aanleggen. In 1824 werd de huidige N59 gecreëerd uit de oude route van de Route impériale 78. Deze weg liep van de N4 bij Lunéville naar Sélestat en was 96 kilometer lang.

### Declassificaties
In 2006 zijn enkele delen van de weg overgedragen aan de departementen, omdat ze geen nationale verbindingsfunctie meer hadden. Deze delen hebben daardoor nummers van de departementale wegen.
Het deel tussen het centrum van Lunéville en de N4 werd aan het departement Meurthe-et-Moselle overgedragen. Deze weg draagt nu het nummer D590. De weg over de Col de Sainte-Marie werd overgedragen aan de departementen Vosges en Bas-Rhin vanwege de parallelle N159. Het deel in Vosges en in Haut-Rhin kregen hetzelfde nummer D459. Ook het deel tussen de A35 en het centrum van Sélestat werd overgedragen. Deze weg kreeg het nummer D1059.